# Жизнь на Венере

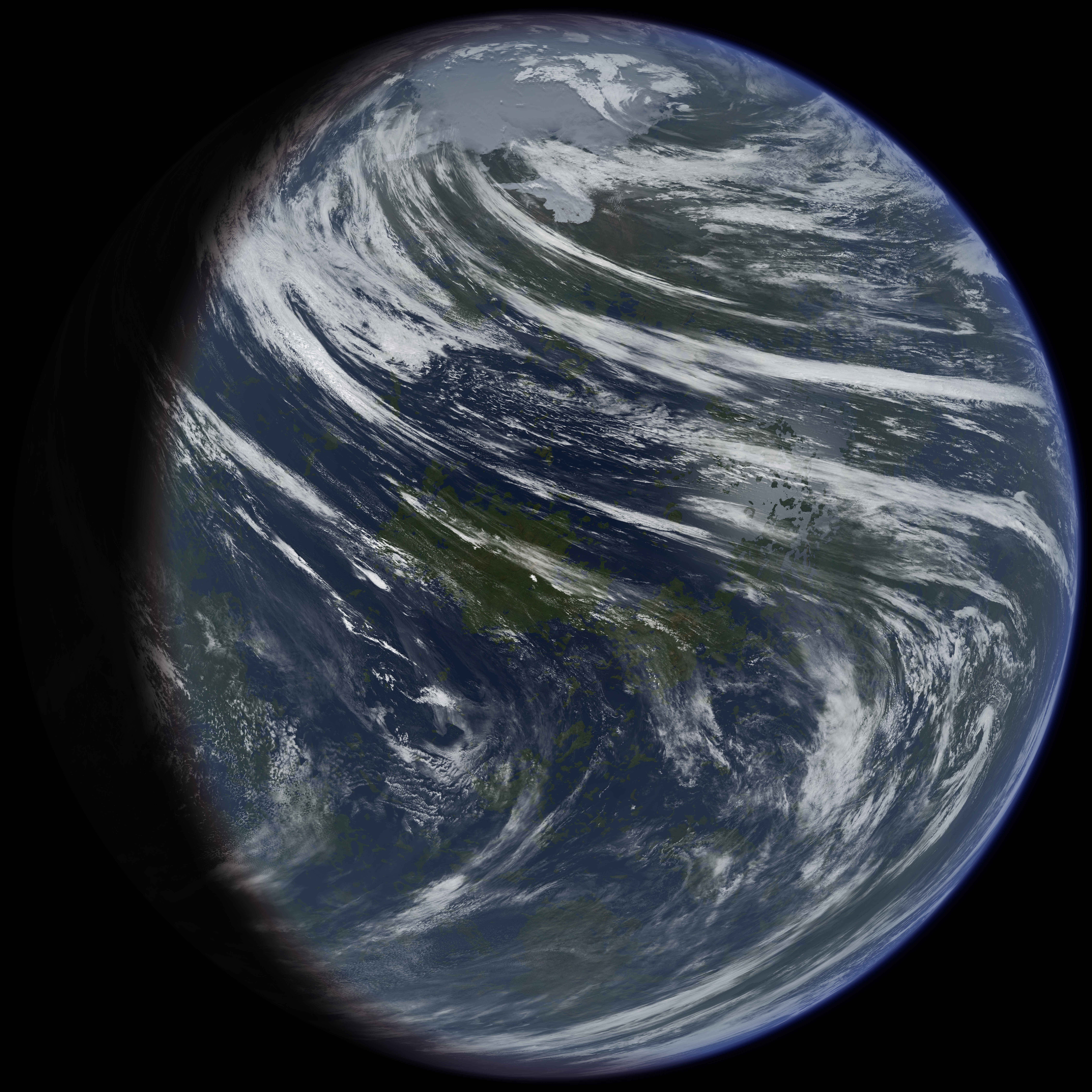
Так будет выглядеть Венера с биосферой (по версии Дейна Балларда)

Возможность существования жизни на Венере обсуждалась десятилетиями. Венера находится гораздо ближе к Солнцу, чем Земля, её поверхность сильно разогрета парниковым эффектом (+462 °C, 735 К), атмосферное давление в 92,1 раз выше земного[уточнить] — всё это делает существование жизни, подобной земной, весьма маловероятным[уточнить]. Лишь в верхних слоях атмосферы, далёких от поверхности планеты, условия относительно приемлемы для поддержания жизни.

## Предпосылки

### Прошлое
На начальном этапе существования Венера была весьма схожа с Землёй. Хотя сегодня на Венере количество воды уменьшается, в прошлом ситуация была иной. В 2009 году с помощью зонда Венера-Экспресс были получены доказательства того, что атмосфера Венеры из-за солнечного излучения потеряла большой объём воды. Тем не менее это не означает, что на Венере когда-либо существовал океан, поскольку, как показывает моделирование, вода большей частью содержалась в атмосфере в виде пара и имелась в большом количестве лишь на ранней стадии существования планеты.
В ходе третьего совещания Группы анализа исследований Венеры (VEXAG, связанной с NASA) в январе 2007 года, было отмечено, что изначальный океан Венеры мог существовать в течение более чем 2 млрд. лет, то есть более половины истории планеты, в результате чего можно ставить вопрос о существовании жизни.

### Настоящее
В настоящее время физические условия на Венере являются без преувеличения экстремальными: из-за парникового эффекта её температура на поверхности составляет в среднем +470 °С. Слои атмосферы Венеры состоят из серной кислоты, что тоже губительно для жизни, а атмосферное давление выше земного в 92,1 раза. Однако известны организмы-экстремофилы на Земле, которые обитают в подобных условиях, поэтому ученые полностью не исключают возможность существования организмов в венерианских облаках.
Есть вероятность, что жизнь на Венере находится под её поверхностью, где условия, возможно, намного благоприятнее, чем на поверхности.
В 2020 году было объявлено об обнаружении в атмосфере Венеры с помощью телескопа JCMT и радиотелескопа ALMA «маркера жизни» — спектральной линии газа фосфина в количестве ∼20 ppb ± 10 ppb, которое, по заявлению авторов, не удаётся объяснить абиогенными процессами. Это рассматривалось ими как свидетельство возможного существования на этой планете микробной жизни или каких-то неизвестных учёным фотохимических или геохимических процессов. Ещё одним доказательством существования в атмосфере Венеры фосфина может служить анализ данных масс-спектрометра LNMS (Large Probe Neutral Mass Spectrometer)  автоматической межпланетной станции «Пионер-13» («Пионер-Венера-2»), полученных в декабре 1978 года на высотах 60—50 км. Образование фосфина может быть обусловлено взаимодействием серной кислоты с фосфидами. После исправления ошибок в методике подсчётов и повторной калибровки данных ALMA, наблюдаемая концентрация фосфина уменьшилась у авторов до 1—5 ppb. Инструмент SOIR (Solar Occultation in the InfraRed) на зонде Venus Express даёт гораздо более низкий верхний предел обилия 0,5 ppb на 60 км. В январе 2021 года появились публикации о том, что за фосфин в атмосфере Венеры по ошибке был принят сернистый газ — спектральная линия, с помощью которой идентифицировали фосфин, соответствует ещё и сернистому газу в мезосфере, а в данных ALMA сложно обнаружить обилие ∼1 ppb на этой высоте. Повторный анализ данных масс-спектрометрии Pioneer-13 с низким разрешением подтверждает наличие в атмосфере фосфорсодержащих соединений, которые могут быть отнесены к фосфину. Вероятным абиотическим источником венерианского фосфина, наблюдавшегося группой Джейн Гривз могут быть следовые количества фосфидов, образующихся в мантии и попадающие в атмосферу в результате вулканизма, где они вступают в реакцию с серной кислотой в аэрозольном слое с образованием фосфина (2 Р3−+3H2SO4 =2PH3 + 3SO42-). Эпизодические изменения содержания диоксида серы в атмосфере Венеры после извержений вулканов могут объяснить обнаружение CO2 на высоте 70 км ультрафиолетовым спектрометром Пионера-13.
С помощью большой миллиметровой/субмиллиметровой антенной решётки Atacama Large Millimeter Array (ALMA), расположенной в чилийской пустыне Атакама, учёные спектроскопически обнаружили присутствие в атмосфере Венеры простейшей аминокислоты глицина с переходом J=13 (13,1)–12 (12,0) при ν = 261,87 ГГц (16,7 σ статистическая значимость) с плотностью столбца N (глицин)=7,8×1012 см−2, что соответствует вращательному переходу молекулы глицина. Распределение глицина в атмосфере Венеры происходит по той же схеме, как и в случае с фосфином, поскольку он наиболее распространён вблизи средних широт и экватора Венеры, но отсутствует на полюсах. При этом глицин встречается на более высоких высотах, чем фосфин (до 90 км).

## Исторические сведения
Возможность жизни на Венере меньше интересовала умы, нежели возможность жизни на Марсе. В 1870 году британский астроном Ричард Проктор указал на возможность существования жизни на Венере, в трёх районах, близких к экватору, как он предполагал, было чрезмерно жарко, но есть предположения, что формы жизни могут существовать вблизи полюсов планеты. Шведский химик Сванте Аррениус (нобелевский лауреат по химии 1903 года) в 1918 году описал Венеру как планету с пышной растительностью и влажным климатом, где жизнь похожа на ту, что была на Земле в каменноугольный период. Русский и советский астроном Гавриил Тихов предполагал на Венере наличие растительности жёлто-оранжевого цвета.
Наличие венерианской жизни в настоящем и прошлом описывается в некоторых литературных и кинематографических произведениях научной фантастики.
Однако с конца 1950-х годов появлялось всё больше чётких доказательств наличия экстремального климата на Венере, с сильным парниковым эффектом, который обеспечивает температуру около +500°С на поверхности. В атмосфере содержится серная кислота, давление у поверхности составляет 90 атмосфер. Это примерно соответствует давлению на глубине около 1000 метров в океанах Земли. В таких условиях шансы на существование жизни на Венере были полностью исключены.

## Существование жизни на ранней стадии развития планеты
| Таблица температур и атмосферного давления на разных высотах в атмосфере Венеры |                  |                                  |
| |                  |                                  |
| \| Высота (км) \| Температура (°C) \| Атмосферное давление (x земного) \| \| ----------- \| ---------------- \| -------------------------------- \| \| 0 \| 462 \| 92,10 \| \| 5 \| 424 \| 66,65 \| \| 10 \| 385 \| 47,39 \| \| 15 \| 348 \| 33,04 \| \| 20 \| 306 \| 22,52 \| \| 25 \| 264 \| 14,93 \| \| 30 \| 222 \| 9,851 \| \| 35 \| 180 \| 5,917 \| \| 40 \| 143 \| 3,501 \| \| 45 \| 110 \| 1,979 \| \| 50 \| 75 \| 1,066 \| \| 55 \| 27 \| 0,5314 \| \| 60 \| -10 \| 0,2357 \| \| 65 \| -30 \| 0,09765 \| \| 70 \| -43 \| 0,03690 \| \| 80 \| -76 \| 0,004760 \| \| 90 \| -104 \| 0,0003736 \| \| 100 \| -112 \| 0,00002660 \| |                  |                                  |
| Высота (км) | Температура (°C) | Атмосферное давление (x земного) |
| 0 | 462              | 92,10                            |
| 5 | 424              | 66,65                            |
| 10 | 385              | 47,39                            |
| 15 | 348              | 33,04                            |
| 20 | 306              | 22,52                            |
| 25 | 264              | 14,93                            |
| 30 | 222              | 9,851                            |
| 35 | 180              | 5,917                            |
| 40 | 143              | 3,501                            |
| 45 | 110              | 1,979                            |
| 50 | 75               | 1,066                            |
| 55 | 27               | 0,5314                           |
| 60 | -10              | 0,2357                           |
| 65 | -30              | 0,09765                          |
| 70 | -43              | 0,03690                          |
| 80 | -76              | 0,004760                         |
| 90 | -104             | 0,0003736                        |
| 100 | -112             | 0,00002660                       |

В 1997 году астробиолог Дэвид Гринспун (англ. David Grinspoon) опубликовал книгу под названием «Venus Revealed» (Раскрытие Венеры), в которой предположил, что Венера в ранней солнечной системе имела более благоприятный климат, чем позже Земля и Марс. Хотя он не заключил, что земная жизнь зародилась на Венере, но оставил открытой возможность того, что в то время и сейчас на Венере есть углеродные формы жизни. В любом случае не исключено, что спускаемые космические аппараты с Земли замыкают круг, возвращаясь, по иронии судьбы, на Венеру — к истокам возможного зарождения жизни в Солнечной системе.
На раннем этапе становления Солнечной системы на Венере, Земле и Марсе могли существовать первичные «бульоны» из элементов органической жизни. Его теория не исключена как возможная, так как органическое вещество планеты может путешествовать из одной планеты на другую (например на метеоритах). Таким образом, вполне возможно, что если жизнь появилась одновременно на Земле и Венере, может быть «загрязнена» элементами из других миров.
Вероятнее всего наиболее подходящей планетой для жизни была Венера. За 4,5 млрд лет существования Солнца, его тепло постепенно росло. Когда Солнце и планеты были молоды, интенсивность солнечного света составляла примерно 70 % от текущего значения, увеличиваясь почти линейно на 1 % каждые 110 миллионов лет. То есть, на Земле и на Марсе, вероятно, были слишком низкие температуры, слишком холодный климат для жизни, как мы знаем. Однако на Венере могли быть умеренные температуры. Если жизнь на Венере была сформирована после земной, то она должна быть «загрязнена», потому что недостаёт звеньев в исследовании, а жизнь на Земле появилась примерно 3,8 млрд лет назад. Когда Солнце начало излучать больше тепла, воздействие парникового эффекта на Венере стало сильнее, в результате этого жизни приходилось адаптироваться. Эта теория была минимальной, основанной на научных фактах. Ответ окончательно прояснится будущими миссиями на Венеру.

## Последние исследования
Исследования атмосферы Венеры показали, что в ней поддерживается природный баланс химических оснований. В анализе данных миссий «Венера», «Пионер-Венера-1» и «Магеллан» были обнаружены сероводород и диоксид серы, а также, в верхних слоях атмосферы, карбонильный сульфид (OCS). Первые два из них — газы, которые реагируют друг с другом, это означает, что что-то должно являться их источником пополнения. Кроме того, сероуглерод находится в значительных количествах, что затрудняло бы производство неорганических веществ. На Земле это соединение будет считаться «верным признаком жизни». Также есть один факт, который часто упускается из виду, что одна из первых станций «Венера» обнаружила большое количество хлора под облачным покровом.
Было предположено, что микробы, если таковые имеются, могли бы использовать ультрафиолетовое излучение Солнца как источник энергии. Они могут быть объяснением наблюдаемых тёмных линий на фотографиях планеты сделанных в УФ-диапазоне. Крупные частицы и несферические облака были также обнаружены у кромки облачного покрова. Их состав остаётся невыясненным.
Несмотря на единодушие в отношении враждебности нынешних условий на Венере для возникновения или поддержания жизни, в последние годы были предложены две гипотезы, касающиеся вариантов существования жизни на Венере.

### Существование жизни в верхних слоях атмосферы

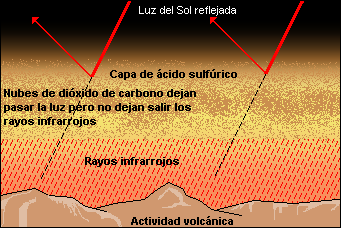
Парниковый эффект на Венере

Некоторые учёные предполагают присутствие некоторых форм жизни в облаках Венеры подобно бактериям, которые были обнаружены в облаках на Земле. Микробы в плотной, облачной атмосфере могут быть защищены от солнечного излучения соединениями серы в воздухе.
В результате анализа данных, полученных зондами «Венера», «Пионер—Венера» и «Магеллан», в верхних слоях атмосферы обнаружены сероводород (H2S) и сернистый газ (SO2), а также сульфид карбонила (O=C=S). Первые два газа вступают в реакцию друг с другом, а это означает, что должен существовать постоянный источник этих газов. Кроме того, карбонильный сульфид примечателен тем, что его трудно воспроизвести только неорганическим путём. Он производится за счёт эффективных катализаторов, требующих больших объёмов веществ разного химического состава. На Земле таковыми катализаторами являются микроорганизмы. Кроме того, часто упускается из виду тот факт, что спускаемый аппарат «Венера-12» обнаружил присутствие хлора на высотах 45—60 км, а аэростатные зонды «Вега-1 и −2» подтвердили это. Было высказано предположение, что микроорганизмы на этом уровне могут поглощать ультрафиолетовый свет Солнца, используя его в качестве источника энергии. Это могло бы являться объяснением тёмных пятен, видимых на ультрафиолетовых изображениях планеты. Большое, несферическое облако частиц было также обнаружено в слоях облаков. Их состав пока неизвестен. Было также отмечено, что атмосфера содержит мало СО, несмотря на интенсивность света, падающего солнечного излучения и парниковой силы. До сих пор неизвестно, почему СО превращается в СО2.
В 2002 году на Европейской конференции по астробиологии в Граце двое учёных, Дирк Шульце-Макуш и Луи Ирвин, предположили наличие в облаках Венеры химических веществ, которые могут быть результатом деятельности живых организмов.
Одним из объяснений этому является существование в облаках микробной формы жизни (экстремофилы архейской структуры) с метаболизмом, полностью отличающимся от всего, что мы знаем на Земле, на основе СО и SO2.
Как это могло произойти? Гипотеза, которая допустила бы развитие этой жизни, объясняет, что в далёком прошлом температура на Венере была гораздо более низкой. Из моделей эволюции звёзд можно рассчитать, что в первые моменты жизни на Земле Солнце испускало 70 % сегодняшней энергии и температура равновесия на Земле была −41°С. Со временем Солнце становилось более горячим. Таким образом представляется возможным, учитывая наши сегодняшние знания, наличие длительного периода больших океанов, где могла возникнуть жизнь. Когда солнечная активность начала увеличиваться, постепенно всё больше тепла стало проникать в атмосферу Венеры, не защищённую магнитным полем. Воздействие выбросов было бы очень сильным, но, возможно, всё происходило достаточно медленно, чтобы позволить древним формам жизни приспособиться.
Ещё одной проблемой считалось то, что на Венере нет ничего похожего на озоновый слой, чтобы остановить опасный поток УФ лучей от Солнца. Чтобы защититься от него, живые организмы должны быть адаптированы. Однако в 2011 году озоновый слой на Венере был обнаружен: он расположен на высоте около 100 километров.
Эти данные находятся в статусе гипотезы. Подтверждение или опровержение оной — одна из целей будущих миссий.

### Существование жизни на поверхности
В январе 2012 года о возможном наличии живых существ на поверхности Венеры заявил главный научный сотрудник Института космических исследований РАН Л. В. Ксанфомалити. Во время изучения данных, переданных советскими аппаратами в 1970-е и 1980-е годы, его внимание привлекли девять фотографий, полученные аппаратами Венера-13 и Венера-14. На них присутствуют некие объекты, которые появляются и исчезают на серии последовательных снимков. Среди них: «диск», «чёрный лоскут» и «скорпион». К примеру, объект «скорпион» появляется на фотографии спустя 90 минут после включения камеры и через 26 минут исчезает, оставив после себя канавку в грунте. Ксанфомалити считает, что во время посадки модуль создал сильный шум и «обитатели» покинули место посадки, а спустя некоторое время, когда все утихло, они вернулись. Этим он объясняет 90-минутную задержку в появлении. В следующей публикации Ксанфомалити приводит результаты обработки фотоснимков, полученных аппаратом Венера-9, и на них также находит подозрительные объекты, гипотетически отождествляемые им с живыми организмами иной, чем на Земле, формы жизни.
Гипотеза Ксанфомалити вызвала дискуссию среди специалистов. Представители НАСА заявили, что «диск» на фото — это отвалившаяся при посадке крышка от объектива, а другие объекты — это всего лишь шумы, усиленные при копировании и увеличении снимка. Ещё один исследователь, Дон Митчел, объясняет отмеченные Ксанфомалити аномалии как артефакты системы телеметрии и эффекты от изменения освещения с течением времени. С другой стороны, публикации Ксанфомалити получили положительные отзывы от создателей телеметрической системы аппаратов «Венера» А. С. Селиванова и Ю. М. Гекина и от специалиста по молекулярной биологии А. С. Спирина.
В настоящее время российские учёные продолжают исследовать фотографии поверхности Венеры, сделанные аппаратами «Венера-9», «Венера-10», «Венера-13» и «Венера-14». Сделав ревизию результатов, полученных советскими спутниками в 1975-1982 годы и выводов  Л. В. Ксанфомалити, российские специалисты подтверждают фиксацию странных явлений и образований, более всего похожих на движущиеся симметричные живые существа. После тщательного анализа 41 снимка современными методами было обнаружено около 20 объектов, которые вполне могут быть отождествлены с какими-то формами жизни. На одном из снимков видно странное образование, имеющее симметричную форму и покрытое регулярными пятнами, которое движется со скоростью ~1 мм/сек. Российскими исследователями подтверждается ранее декларированное существование объекта под условным названием «скорпион» и объектов типа «растений». Высказываются предположения, что наблюдаемые объекты могут быть формами жизни на «азотной» основе.